# 6666 Фро
6666 Фро (6666 Frö) — астероїд головного поясу, відкритий 19 березня 1993 року.
Тіссеранів параметр щодо Юпітера — 3,385.